# Drymsza
Drymsza – wieś w Bułgarii, w obwodzie sofijskim, w gminie Kostinbrod. W pobliżu miasta Kostinbrod.

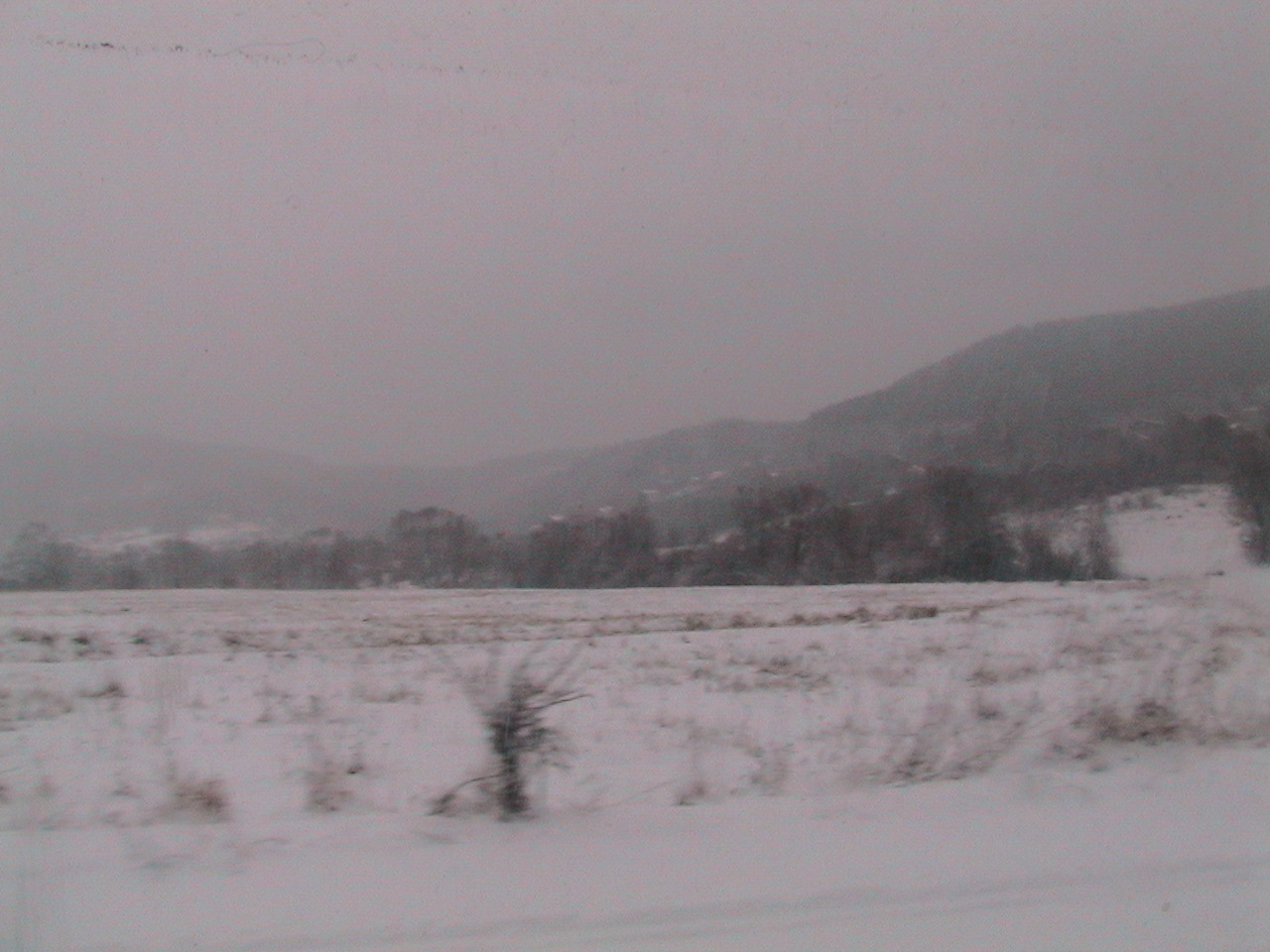
Zima we wsi
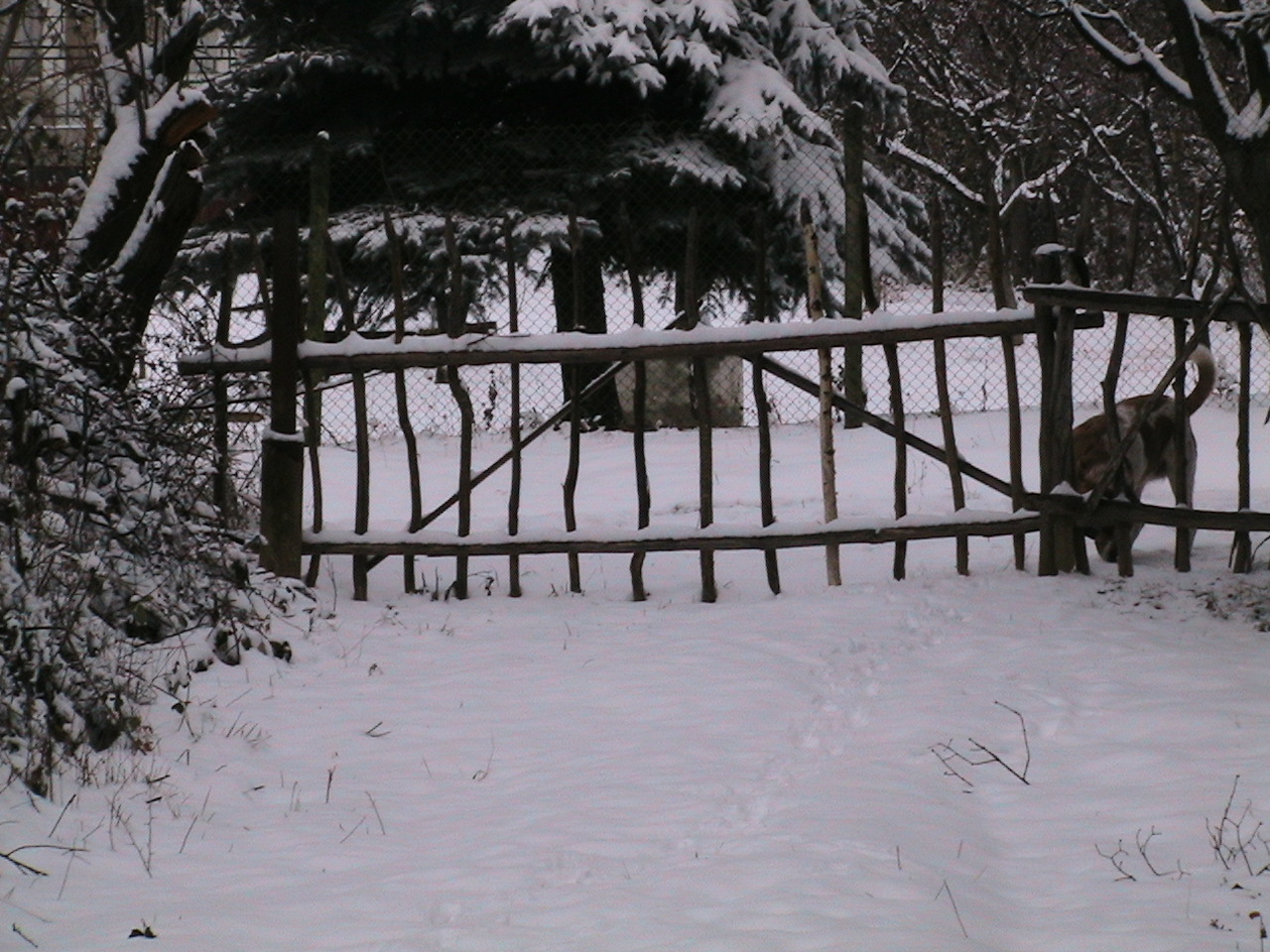
Brama
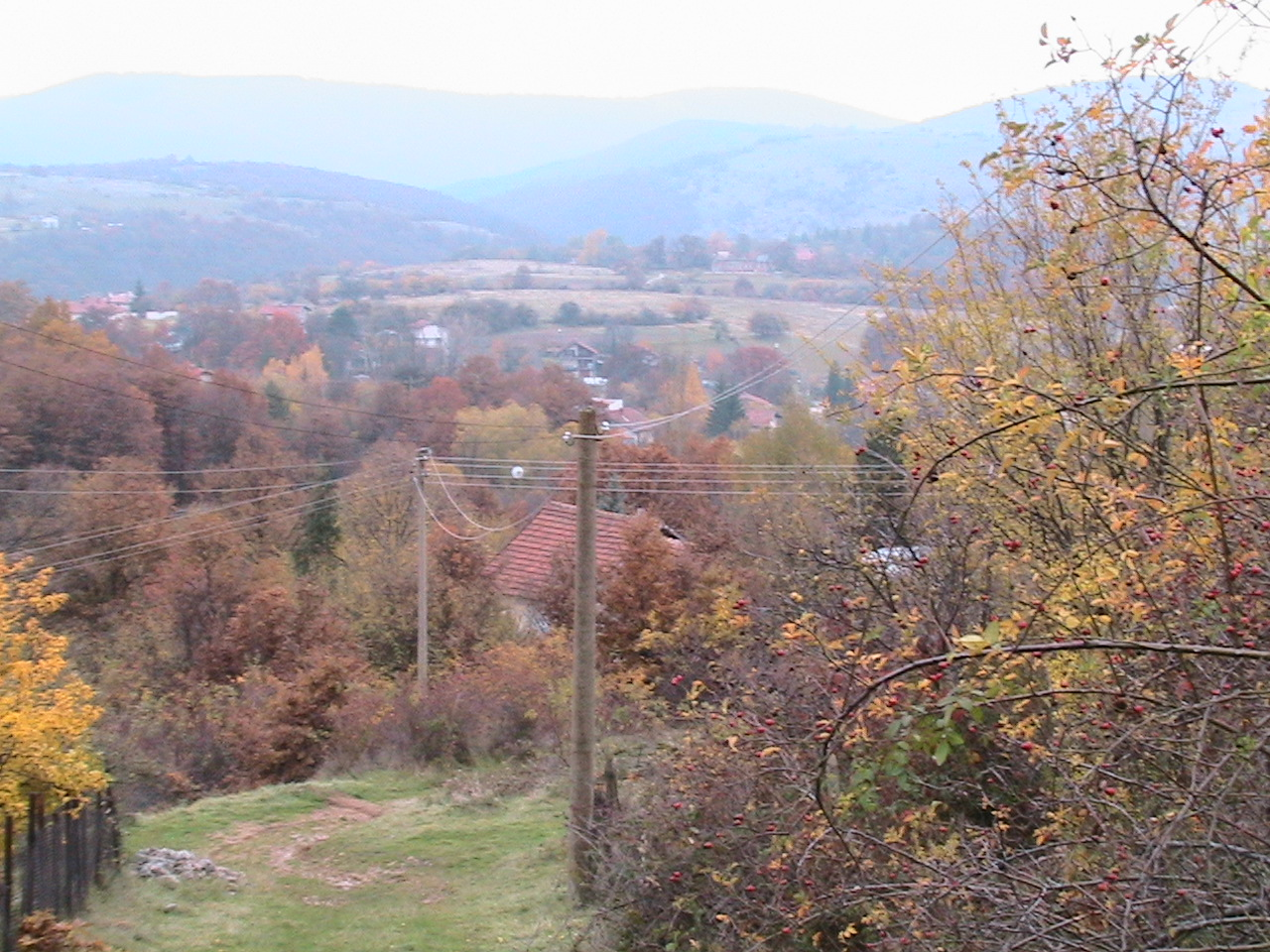
Nowa wieś